# Centre Coral Unió Masnovina
El Centre Coral Unió Masnovina (popularment el Casinet) és una entitat cultural de la vila del Masnou fundada l'any 1881.
A partir d'una anterior societat coral, a finals de 1881, en ple moment de tensions entre diverses faccions polítiques del poble, els liberals Pau Ferrer Casals i Francesc Maristany García van remetre al Govern Civil el reglament per constituir un casino amb el nom de Centre Coral Unió Masnovina, i amb l'objectiu de «fomentar las buenas relaciones entre los vecinos de esta Villa, cultivar la lectura de las obras amenas autorizadas, el canto, baile y declamación, y los juegos lícitos, estando prohibidas en las reuniones toda discusión política y religiosa». Modificacions posteriors del reglament no variaren la seva finalitat purament recreativa, sense el més lleu vessant polític, amb disposició de tots els serveis de jocs i cafè, a més de l'organització de balls de carnaval en un envelat a la plaça de la Llibertat.
A diferència dels que freqüentaven el Casino del Masnou, la majoria dels seus socis pertanyien a les classes mitjanes, petits industrials o comerciants, amb una tendència més decantada vers els corrents liberals que els conservadors. Justament del seu contrast amb el component social del Casino, prové la denominació amb què era coneguda popularment: el Casinet.
L'entitat disposava de local propi, amb cafè, billars i taules de joc, ubicat a la masia de Can Corbera, a la plaça de la Llibertat. El 1883 tenia 150 socis i arribaren a 390 el 1898. L'any 1900 construïren una nova seu en un edifici de propietat de tres pisos a partir del projecte de l'arquitecte Enric Fatjó.
L'any 1898 es creà dins l'entitat el cor La Calàndria, que el 1902, es traslladà a assajar a El Circo, i l'any 1904 crearen una societat paral·lela. Del Casinet també va néixer, el setembre de 1928, l'Orfeó Masnoví, dirigit pel violinista Martí Cabús Matamala. Els balls d'envelat eren també un dels vessants de la seva presència pública, durant l'estiu, però no faltaven altres balls els dies festius ni tampoc l'activitat del cor de caramelles. També s'hi feren sessions de cinema.
El Centre Coral quedà immers en greus dificultats econòmiques a partir de 1948. Sota l'impuls d'uns quants socis organitzadors, l'any 1950 es posà la primera pedra per al naixement de la Sociedad Cultural Nueva Unión Masnouense (SOCNUM). Fou la nova societat qui, l'any 1951, endegà la construcció d'un nou edifici per a local social, a la plaça de la Llibertat. A més de les deficients condicions de l'antiga seu, ubicada al mateix indret, hom pretenia fer una sala de 600 butaques, moltes més que les 280 que tenia l'anterior, i reprendre les sessions de cinema. El nou edifici es va inaugurar el 1952.
L'edifici de la seu social del Casinet construït a la plaça de la Llibertat l'any 1952 fou comprat per l'Ajuntament del Masnou l'any 2005.